# OCN 로맨스 시리즈
OCN 로맨스 시리즈는 OCN에서 방영된 텔레비전 드라마이다.

## 작품 리스트
- 아래의 프로그램들은 2002년 11월 이후에 시청 가능 연령을 표시하는 드라마 등급 제도를 의무적으로 시행하여 현재까지 이어지고 있습니다.
- 2017년 3월 1일부터 TV 프로그램 등급 표시 외에 주제, 폭력성, 선정성, 언어, 모방 위험 등 분류 사유 표시를 의무적으로 시행하고 있습니다.

### 2010년대
- 《애타는 로맨스》 : 2017년 4월 17일 ~ 2017년 5월 30일
- 《멜로홀릭》 : 2017년 11월 6일 ~ 2017년 12월 5일
- 《애간장》 : 2018년 1월 8일 ~ 2018년 2월 6일
- 《쇼트》 : 2018년 2월 12일 ~ 2018년 2월 20일
- 《그남자 오수》 : 2018년 3월 5일 ~ 2018년 4월 24일